# Błony płodowe

Diagram przedstawiający 9-dniowy zarodek kurzy z widocznymi błonami płodowymi

Błony płodowe (łac. membranae fetales) – błony otaczające zarodek owodniowców, tj.: gadów, ptaków i ssaków (w tym człowieka). Ich wykształcenie w toku ewolucji umożliwiło zwierzętom, które je posiadają, uniezależnić swój rozwój od środowiska wodnego, a tym samym opanować ląd.
Wyróżnia się cztery błony płodowe:
- owodnia
- omocznia
- kosmówka
- pęcherzyk żółtkowy